# Liste des ministres de la Justice actuels
Cette page dresse la liste des ministres de la Justice actuels. Quand plusieurs ministres sont mentionnés, la date de début de fonctions est celle du portefeuille précisé entre parenthèses.

## États
| État                             | Nom                                                                | Depuis (le)       |
| -------------------------------- | ------------------------------------------------------------------ | ----------------- |
| Afghanistan                      | Abdul Basir Anwar                                                  | Avril 2015        |
| Afrique du Sud                   | Mmamoloko Kubayi-Ngubane                                           | 3 décembre 2024   |
| Albanie                          | Ulsi Manja                                                         | 18 septembre 2021 |
| Algérie                          | Abderrachid Tebbi                                                  | 8 juillet 2021    |
| Allemagne                        | Marco Buschmann                                                    | 8 décembre 2021   |
| Andorre                          | Josep Maria Rossell Pons                                           | 22 mai 2019       |
| Angola                           | Rui Jorge Carneiro Mangueira                                       | 1er octobre 2012  |
| Antigua-et-Barbuda               | Steadroy « Cutie » Benjamin (procureur général + affaires légales) | 18 juin 2014      |
| Arabie saoudite                  | Walid ben Mohammed el-Samaani                                      | 29 janvier 2015   |
| Argentine                        | Martín Soria                                                       | 29 mars 2021      |
| Arménie                          | Roustam Badasian                                                   | 19 juin 2019      |
| Australie                        | Katy Gallagher (Procureure générale)                               | 23 mai 2022       |
| Autriche                         | Alma Zadić                                                         | 7 janvier 2020    |
| Azerbaïdjan                      | Fikrat Mammadov                                                    | 19 avril 2000     |
| Bahamas                          | Carl Bethel                                                        | 15 mai 2017       |
| Bahreïn                          | Khaled ben Ali ben Abdulla Al Khalifa                              | 5 décembre 2006   |
| Bangladesh                       | Anisul Huq                                                         | 12 janvier 2014   |
| Barbade                          | Adriel Brathwaite (Procureur général)                              | 23 octobre 2010   |
| Belgique                         | Paul Van Tigchelt                                                  | 22 octobre 2023   |
| Belize                           | Michael Peyrefitte (Attorney General)                              | 3 janvier 2017    |
| Bénin                            | Sévérin Quenum                                                     | 5 juin 2018       |
| Bhoutan                          | ...                                                                | ...               |
| Biélorussie                      | Oleg Slijevsky                                                     | 13 décembre 2011  |
| Birmanie                         | Htun Htun Oo (Procureur général)                                   | 6 avril 2016      |
| Bolivie                          | Álvaro Coimbra Cornejo                                             | 13 novembre 2019  |
| Bosnie-Herzégovine               | Josip Grubesa                                                      | 31 mars 2015      |
| Botswana                         | Dikgakgamatso Ramadeluka Seretse                                   | 26 octobre 2011   |
| Brésil                           | Anderson Torres                                                    | 30 mars 2021      |
| Brunei                           | Datin Seri Paduka Hayati Salleh (attorney general)                 | 2009              |
| Bulgarie                         | Atanas Slavov                                                      | 6 juin 2023       |
| Burkina Faso                     | Edasso Rodrigue Bayala                                             | 25 juin 2023      |
| Burundi                          | Domine Banyankimbona                                               | 7 septembre 2022  |
| Cambodge                         | Ang Vong Vattana                                                   | 2004              |
| Cameroun                         | Laurent Esso                                                       | 9 décembre 2011   |
| Canada                           | David Lametti                                                      | 14 janvier 2019   |
| Cap-Vert                         | Joana Rosa                                                         | 20 mai 2021       |
| République centrafricaine        | Flavien Mbata                                                      | 11 avril 2016     |
| Chili                            | Hernán Larraín                                                     | 11 mars 2018      |
| Chine                            | Tang Yijun                                                         | 29 avril 2020     |
| Chypre                           | Giorgos Savvides                                                   | 1er juin 2019     |
| Colombie                         | Margarita Cabello Blanco                                           | 16 mai 2019       |
| Comores                          | Moussa Mahoma                                                      | 20 juillet 2017   |
| République du Congo              | Aimé Ange Wilfrid Bininga                                          | 22 août 2017      |
| République démocratique du Congo | Rose Mutombo Kiese                                                 | 13 avril 2021     |
| Corée du Sud                     | Choo Mi-ae                                                         | 2 janvier 2020    |
| Costa Rica                       | Marcia González Aguiluz                                            | 8 mai 2018        |
| Côte d'Ivoire                    | Sansan Kambilé                                                     | 12 janvier 2016   |
| Croatie                          | Ivan Malenica                                                      | 22 juillet 2020   |
| Cuba                             | Oscar Manuel Silveira Martínez                                     | 21 juillet 2018   |
| Danemark                         | Peter Hummelgaard Thomsen                                          | 15 décembre 2022  |
| Djibouti                         | Ali Hassan Bahdon                                                  | 5 mai 2019        |
| Dominique                        | Rayburn Blackmoore                                                 | 13 décembre 2014  |
| Égypte                           | Ahmed al-Zend                                                      | 20 mai 2015       |
| Égypte                           | Magdy al-Agaty (affaires légales et parlementaires)                | 19 septembre 2015 |
| Émirats arabes unis              | Abdullah Sultan Al Nuaimi                                          | 20 octobre 2017   |
| Équateur                         | Bernarda Ordóñez Moscoso (droits de l'Homme)                       | 24 mai 2021       |
| Érythrée                         | Fozia Hashim                                                       | 1993              |
| Espagne                          | Félix Bolaños                                                      | 21 novembre 2023  |
| Estonie                          | Raivo Aeg                                                          | 29 avril 2019     |
| Eswatini                         | Sibusiso Shongwe                                                   | 4 novembre 2013   |
| États-Unis                       | Pam Bondi (Procureure générale)                                    | 5 février 2025    |
| Éthiopie                         | Gedion Timotheos                                                   | 6 octobre 2021    |
| Fidji                            | Faiyaz Koya                                                        | 24 septembre 2014 |
| Finlande                         | Anna-Maja Henriksson                                               | 6 juin 2019       |
| France                           | Gérald Darmanin                                                    | 23 décembre 2024  |
| Gabon                            | Paul-Marie Gondjout                                                | 9 septembre 2023  |
| Gambie                           | Dawda A. Jallow                                                    | 1er juillet 2020  |
| Géorgie                          | Gocha Lortkipanidze                                                | 24 décembre 2020  |
| Ghana                            | Godfred Yeboah Dame                                                | 21 janvier 2021   |
| Grèce                            | Giórgos Florídis                                                   | 27 juin 2023      |
| Grenade                          | Darshan Ramdhani                                                   | 3 janvier 2019    |
| Guatemala                        | María Consuelo Porras (Procureure générale)                        | 17 mai 2018       |
| Guinée                           | Yaya Kairaba Kaba                                                  | 13 mars 2024      |
| Guinée-Bissau                    | Rui Sanha                                                          | 13 décembre 2016  |
| Guinée équatoriale               | Evangelina Filomena Oyo Ebule                                      | Septembre 2013    |
| Guyana                           | Basil Williams (Affaires légales)                                  | 20 mai 2015       |
| Haïti                            | Heidi Fortuné                                                      | 21 mars 2017      |
| Honduras                         | Leonel Ayala                                                       | 2 mars 2016       |
| Hongrie                          | Judit Varga                                                        | 12 juillet 2019   |
| Îles Marshall                    | Kessai Note                                                        | 14 janvier 2020   |
| Îles Salomon                     | Ishmael Avui                                                       | 15 décembre 2014  |
| Inde                             | Ravi Shankar Prasad                                                | 5 juillet 2016    |
| Indonésie                        | Yasonna Laoly                                                      | 23 octobre 2019   |
| Irak                             | Faruq Amin Schwani                                                 | 24 octobre 2018   |
| Iran                             | Amin Hossein Rahimi                                                | 25 août 2021      |
| Irlande                          | Helen McEntee                                                      | 1er juin 2023     |
| Islande                          | Jón Gunnarsson                                                     | 28 novembre 2021  |
| Israël                           | Yariv Levin                                                        | 29 décembre 2022  |
| Italie                           | Carlo Nordio                                                       | 22 octobre 2022   |
| Jamaïque                         | Delroy Chuck                                                       | 7 mars 2016       |
| Japon                            | Keisuke Suzuki                                                     | 11 novembre 2024  |
| Jordanie                         | Aouad Machagbeh                                                    | 29 septembre 2016 |
| Kazakhstan                       | Marat Beketaïev                                                    | 21 février 2019   |
| Kenya                            | Paul Kihara Kariuki (Procureur général)                            | 13 février 2018   |
| Kirghizistan                     | Jildiz Mambetalieva                                                | Février 2015      |
| Kiribati                         | Natan Teewe Brechtefeld (Attorney General)                         | 16 mars 2016      |
| Kosovo                           | Dhurata Hoxha                                                      | 2016 ?            |
| Koweït                           | Fahd Mohammed Mohsen Al-Afasi                                      | 11 décembre 2017  |
| Laos                             | Xaisi Santivong                                                    | 2006/2016         |
| Lesotho                          | Mahali Phamotse                                                    | 23 juin 2017      |
| Lettonie                         | Jānis Bordāns                                                      | 23 janvier 2019   |
| Liban                            | Adel Nassar                                                        | 8 février 2025    |
| Liberia                          | Musa Dean                                                          | 7 février 2018    |
| Libye                            | Halima Ibrahim Abdel Rahman                                        | 15 mars 2021      |
| Liechtenstein                    | Graziella Marok-Wachter                                            | 25 mars 2021      |
| Lituanie                         | Evelina Dobrovolska                                                | 11 décembre 2020  |
| Luxembourg                       | Sam Tanson                                                         | 6 septembre 2019  |
| Macédoine du Nord                | Nikola Tupančevski                                                 | 16 janvier 2022   |
| Madagascar                       | Harimisa Noro Vololona                                             | 13 juin 2018      |
| Malawi                           | Samuel Tembenu                                                     | 19 juin 2014      |
| Maldives                         | Ibrahim Riff'ath (Procureur général)                               | 17 novembre 2018  |
| Mali                             | Mamadou Kassogué                                                   | 11 juin 2021      |
| Malte                            | Edward Zammit Lewis                                                | 15 janvier 2020   |
| Maroc                            | Abdellatif Ouahbi                                                  | 7 octobre 2021    |
| Maurice                          | Ravi Yerrigadoo (attorney general)                                 | 17 décembre 2014  |
| Mauritanie                       | Brahim Ould Daddah                                                 | Mai 2015          |
| Mexique                          | Alejandro Gertz Manero (ministre public général de la République)  | 18 janvier 2019   |
| États fédérés de Micronésie      | Joses Gallen                                                       | Juin 2015         |
| Moldavie                         | Fadei Nagacevschi                                                  | 14 novembre 2019  |
| Mongolie                         | Sandag Byambatsogt                                                 | 22 juillet 2016   |
| Monténégro                       | Zoran Pažin                                                        | 12 mai 2016       |
| Mozambique                       | Abdurremane Lino de Almeida                                        | 19 janvier 2015   |
| Namibie                          | Yvonne Dausab                                                      | 22 mars 2020      |
| Nauru                            | Maverick Eoe                                                       | 27 août 2019      |
| Népal                            | ...                                                                | 7 juin 2017       |
| Nicaragua                        | Hernán Estrada (Procureur général)                                 | 10 janvier 2007   |
| Niger                            | Alio Daouda                                                        | 9 août 2023       |
| Nigeria                          | Abubakar Malami                                                    | 11 novembre 2015  |
| Norvège                          | Emilie Mehl                                                        | 14 octobre 2021   |
| Nouvelle-Zélande                 | Kris Faafoi (ministre)                                             | 6 novembre 2020   |
| Nouvelle-Zélande                 | David Parker (attorney général)                                    | 26 octobre 2017   |
| Oman                             | Abdoulmalik ben Abdallah ben Ali el-Khalili                        | Mars 2012         |
| Ouganda                          | Kahinda Otafiire                                                   | 27 mai 2011       |
| Ouzbékistan                      | Mouzraf Ikromov                                                    | 11 février 2015   |
| Pakistan                         | Zahid Hamid                                                        | 7 juin 2013       |
| Palaos                           | Raynold Oilouch                                                    | 19 janvier 2017   |
| Palestine                        | Mohammed al-Shalaldeh                                              | 14 avril 2019     |
| Panama                           | Janaina Tewaney Mencomo                                            | 6 mars 2020       |
| Papouasie-Nouvelle-Guinée        | Davis Steven                                                       | 7 juin 2019       |
| Paraguay                         | Cecilia Pérez                                                      | 13 novembre 2019  |
| Pays-Bas                         | Dilan Yeşilgöz-Zegerius                                            | 10 janvier 2022   |
| Pérou                            | Marisol Pérez Tello                                                | 28 juillet 2016   |
| Philippines                      | Vitaliano Aguirre II                                               | 30 juin 2016      |
| Pologne                          | Zbigniew Ziobro                                                    | 16 novembre 2015  |
| Portugal                         | Catarina Sarmento e Castro                                         | 30 mars 2022      |
| Qatar                            | Hassan Sakr Lahdan el-Mohannadi                                    | 26 juin 2013      |
| République dominicaine           | Jean Alian Rodríguez (Procureur général)                           | 16 août 2016      |
| République tchèque               | Pavel Blažek                                                       | 17 décembre 2021  |
| Roumanie                         | Cătălin Predoiu                                                    | 25 novembre 2021  |
| Royaume-Uni                      | Shabana Mahmood                                                    | 5 juillet 2024    |
| Russie                           | Konstantin Tchouïtchenko                                           | 21 janvier 2020   |
| Rwanda                           | Johnston Busingye                                                  | 23 mai 2013       |
| Saint-Christophe-et-Niévès       | Vincent Fitzgerald Byron                                           | 22 février 2015   |
| Sainte-Lucie                     | Hermangild Francis                                                 | 14 juin 2016      |
| Saint-Marin                      | Luca Beccari                                                       | 8 janvier 2020    |
| Saint-Vincent-et-les-Grenadines  | Jaundy Martin (Procureur général)                                  | 18 septembre 2017 |
| Salvador                         | Rogelio Eduardo Rivas Polanco                                      | 1er juin 2019     |
| Samoa                            | Matamua Vasati Pulufana                                            | 24 mai 2021       |
| Sao Tomé-et-Principe             | Ivete da Graça Correia                                             | 3 décembre 2018   |
| Sénégal                          | Maitre Malick Sall                                                 | 8 avril 2019      |
| Serbie                           | Maja Popović                                                       | 28 octobre 2020   |
| Seychelles                       | Wavel Ramkalawan                                                   | 26 octobre 2020   |
| Sierra Leone                     | Frank Kargbo                                                       | 2010              |
| Singapour                        | Kasiviswanathan Shanmugam (loi)                                    | 1er mai 2008      |
| Slovaquie                        | Mária Kolíková                                                     | 21 mars 2020      |
| Slovénie                         | Marjan Dikaučič                                                    | 15 juin 2021      |
| Somalie                          | Hassan Hussein Hajji                                               | 29 mars 2017      |
| Soudan                           | Abou-Bakr Ahmed Abdoul-Rahim                                       | 12 mai 2017 ?     |
| Soudan du Sud                    | Tellar Riing Deng                                                  | 31 juillet 2013   |
| Sri Lanka                        | Wijeyadasa Rajapakshe                                              | 12 janvier 2015   |
| Suède                            | Gunnar Strömmer                                                    | 18 octobre 2022   |
| Suisse                           | Beat Jans                                                          | 1er janvier 2024  |
| Suriname                         | Jennifer van Dijk-Silos                                            | 12 août 2015      |
| Syrie                            | Chadi al-Waissi                                                    | 10 décembre 2024  |
| Tadjikistan                      | Roustam Mengliev                                                   | Janvier 2012      |
| Taïwan                           | Tsai Ching-hsiang                                                  | 16 juillet 2018   |
| Tanzanie                         | Augustine Mahiga                                                   | 3 mars 2019       |
| Tchad                            | Mahamat Ahmat Alhabo                                               | 2 mai 2021        |
| Thaïlande                        | Somsak Thepsuthin                                                  | 10 juillet 2019   |
| Timor oriental                   | Ivo Valente                                                        | 6 février 2015    |
| Togo                             | Koffi Essaw                                                        | 17 septembre 2013 |
| Tonga                            | Samiu Vaipulu                                                      | 25 janvier 2021   |
| Trinité-et-Tobago                | Faris Al-Rawi (Attorney General)                                   | 9 septembre 2015  |
| Tunisie                          | Leïla Jaffel                                                       | 11 octobre 2021   |
| Turkménistan                     | Begmyrat Muhammedov                                                | Septembre 2013    |
| Turquie                          | Yılmaz Tunç                                                        | 3 juin 2023       |
| Ukraine                          | Denys Maliouska                                                    | 4 mars 2020       |
| Vanuatu                          | Dunstan Hilton                                                     | 12 juin 2015      |
| Venezuela                        | Remigio Ceballos                                                   | 19 août 2021      |
| Viêt Nam                         | Lê Thành Long                                                      | 9 avril 2016      |
| Yémen                            | Jamal Mohamed Omar                                                 | 27 avril 2017     |
| Zambie                           | Given Lubinda (en)                                                 | 29 septembre 2016 |
| Zimbabwe                         | Ziyambi Ziyambi                                                    | 27 novembre 2017  |

## Entités secondaires et autres
| Entité                                   | Nom                           | Depuis (le)       |
| ---------------------------------------- | ----------------------------- | ----------------- |
| Abkhazie                                 | Marina Pilia                  | 17 octobre 2014   |
| Aruba                                    | Andin Bikker                  | 17 novembre 2017  |
| Bade-Wurtemberg                          | Marion Gentges                | 11 mai 2021       |
| Basse-Saxe                               | Barbara Havliza               | 22 novembre 2017  |
| Bavière                                  | Georg Eisenreich              | 12 novembre 2018  |
| Berlin                                   | Dirk Behrendt                 | 8 décembre 2016   |
| Brandebourg                              | Susanne Hoffmann              | 20 novembre 2019  |
| Brême                                    | Claudia Schilling             | 15 août 2019      |
| Catalogne                                | Gemma Ubasart González        | 10 octobre 2022   |
| Curaçao                                  | Quincy Girigorie              | 29 mai 2017       |
| Écosse                                   | Humza Yousaf                  | 26 juin 2018      |
| Galice                                   | Diego Calvo Pouso             | 16 mai 2022       |
| Hambourg                                 | Anna Gallina                  | 10 juin 2020      |
| Hesse                                    | Roman Poseck                  | 31 mai 2022       |
| Hong Kong                                | Teresa Cheng                  | 6 janvier 2018    |
| Irlande du Nord                          | Naomi Long                    | 11 janvier 2020   |
| Kurdistan irakien                        | Farsat Ahmad Abdullah         | 10 juillet 2019   |
| Mecklembourg-Poméranie-Occidentale       | Katy Hoffmeister              | 1er novembre 2016 |
| Niue                                     | Billy Talagi                  | 6 mai 2017        |
| Ossétie du Sud-Alanie                    | Mourate Vanaïev               | Avril 2012        |
| Pays basque                              | María Jesús San José          | 28 novembre 2016  |
| Pays de Galles                           | Jeremy Miles                  | 16 novembre 2017  |
| Pount                                    | Ismail Mohamed Warsame        | 28 janvier 2014   |
| Québec                                   | Simon Jolin-Barrette          | 22 juin 2020      |
| République serbe de Bosnie               | Anton Kasipović               | 18 décembre 2018  |
| Rhénanie-du-Nord-Westphalie              | Peter Biesenbach              | 27 juin 2017      |
| Rhénanie-Palatinat                       | Herbert Mertin                | 18 mai 2016       |
| Saint-Martin                             | Egbert Jurendy Doran          | 19 novembre 2019  |
| Sarre                                    | Peter Strobel                 | 1er mars 2018     |
| Saxe                                     | Katja Meier                   | 20 décembre 2019  |
| Saxe-Anhalt                              | Anne-Marie Keding             | 25 avril 2016     |
| Schleswig-Holstein                       | Sabine Sütterlin-Waack        | 28 juin 2017      |
| Somaliland                               | Mustafe Mohamoud Ali          | 1er décembre 2019 |
| Thuringe                                 | Dirk Adams                    | 4 mars 2020       |
| Transnistrie                             | Alexandre Deli                | 24 janvier 2012   |
| Union européenne                         | Didier Reynders (commissaire) | 1er décembre 2019 |
| Gouvernement révolutionnaire de Zanzibar | Aboubakar Khamis Bakary       | 16 novembre 2010  |